# Microgaster semirufa
Microgaster semirufa är en stekelart som beskrevs av De Saeger 1944. Microgaster semirufa ingår i släktet Microgaster och familjen bracksteklar. Inga underarter finns listade i Catalogue of Life.